# یوکیهیکو ساتو
یوکیهیکو ساتو (ژاپنی: 佐藤 由紀彦؛ زادهٔ ۱۱ مهٔ ۱۹۷۶) یک بازیکن فوتبال اهل ژاپن است.
از باشگاه‌هایی که در آن بازی کرده‌است می‌توان به باشگاه فوتبال شیمیزو اس-پالس، باشگاه فوتبال مونتدیو یاماگاتا، باشگاه فوتبال توکیو، باشگاه فوتبال یوکوهاما مارینوس، باشگاه فوتبال کاشیوا ریسول، باشگاه فوتبال وگالتا سندای و باشگاه فوتبال و-واران ناگاساکی اشاره کرد.